# Тиберия
Тиберия (на иврит: טְבֶרְיָה) е град, разположен край Галилейското езеро, Галилея, Израел. Основан е през II век. Кръстен е на императора Тиберий. Населението на съвременния град е 43 664 жители (по приблизителна оценка от декември 2017 г.).
Тиберия е един от четирите свещени градове на евреите (другите са Йерусалим, Хеброн и Сафед). Улиците и алеите на стария град са тесни и извити, а старите къщи са изработени от черен базалт.
Всяка година десетки хиляди хора идват в Тиберия да посетят националните светини: гробниците на равините Моше бен Маймон (Маймонид), Йоан бен Закая и Акива бен Йосеф. След изгнанието на евреите от Йерусалим, градът се превръща в главен духовен център на страната.
Други забележителности са гръцката православна църква „Дванадесетте апостоли“, руини на синагога от 6 век и останките на древния еврейски град Хамат Тиберия.